# Onderzoek naar de chemische bodemvruchtbaarheid
De chemische bodemvruchtbaarheid wordt bepaald door de aanwezige minerale voedingstoffen. Deze kan met behulp van kunstmest op het voor een bepaalde plant gewenste niveau gebracht worden. Ook vlinderbloemigen kunnen nitraat aan de bodem toevoegen. Organische mest, zoals stalmest, kan ook de benodigde mineralen leveren, maar het beschikbaar komen voor de plant is minder voorspelbaar dan bij kunstmest.

## Zuurgraad
De zuurgraad (pH) van de bodem is belangrijk, omdat deze de beschikbaarheid van voedingsstoffen beïnvloedt. Vele plantensoorten zijn gespecialiseerd op een bepaalde zuurgraad en groeien matig tot niet in grond met een te sterk afwijkende zuurgraad. De zuurgraad wordt beïnvloed door het kalkgehalte van de grond. Zandgronden zijn in het algemeen zuurder (pH van 4,5 tot 5,6) dan kleigronden (pH hoger dan 6,7). Door bekalking kan de pH verhoogd worden en door bemesting met onder andere zwavelzure ammoniak kan de pH verlaagd worden. Gebruik van de bodem, bijvoorbeeld als moestuin en het opbrengen van compost, beïnvloedt de zuurgraad ook.
Bij bodemonderzoek in het Nederlandse taalgebied wordt de zuurgraad gewoonlijk gemeten op een bodemextract met een één-molaire oplossing van KCl - de zogenaamde pH-KCl - omdat dat een beter beeld van de bekalkingsbehoefte dan een pH-meting met zuiver water.
Een belangrijke factor is de kationenomwisselingscapaciteit, de CEC (Cation Exchange Capacity). Dit is de capaciteit van de bodem om positief geladen ionen uit te wisselen met de bodemoplossing. Kleimineralen en organische stof hebben een negatief geladen oppervlak dat positief geladen ionen (als Ca2+, Mg2+, K+, Na+, H+ en Al3+) aantrekt. Een bodem met een hoge CEC kan meer kationen aantrekken en heeft zo een potentieel hogere vruchtbaarheid dan een bodem met een lage CEC. In zandgronden wordt de CEC vrijwel volledig bepaald door de aanwezige organische stof. Met de baseverzadiging, BS (Base Saturation), van een grond wordt het percentage kationen (Ca2+, Mg2+, K+, Na+) van de kationenomwisselingscapaciteit aangegeven.

## Bemestingsadvies
Voor een bemestingsadvies is het nodig de bodem representatief te bemonsteren en te onderzoeken. Hiervoor wordt van een oppervlakte tot 1 à 2 ha de bovenste 25 cm van de bodem met een monsterboor bemonsterd op bij voorkeur 40 plaatsen (minimaal 20 stuks), waarbij minimaal 750 gram en maximaal 1500 gram verzameld wordt. Belangrijk is dat de oppervlakte vrij homogeen van samenstelling is. Anders moeten meer aparte bemonsteringen uitgevoerd worden. Daarnaast moet bekend zijn welk gewas er geteeld gaat worden.

## Bepalingsmethoden
Elke voedingsstof vraagt een aparte bepalingsmethode. De te bepalen voedingsstof wordt in oplossing gebracht, het oplosmiddel wordt gefiltreerd en het gehalte aan voedingsstof wordt bepaald, bijvoorbeeld door titratie.

## Andere onderzoeksmethoden
Aan de hand van indicatorplanten, dat wil zeggen planten die typerend zijn voor bepaalde bodemtoestanden, is het ook mogelijk een globaal beeld te krijgen van bepaalde aspecten van de bodemgesteldheid zoals vochtigheid, zuurgraad, vruchtbaarheid, verdichting en stikstofgehalte. Een systematische methode is de Ellenberg-indicatorwaarden.